# Jean Marie Pierre Dorsenne
Jean-Marie-Pierre-François Doursenne zis Dorsenne, conte Lepaige (1773 - 1812), a fost un general francez din perioada războaielor napoleoniene..
Voluntar în 1791, Dorsenne se distinge prin vitejie în „Armata Nordului”, devenind căpitan înainte de a servi în armatele de pe Rin și din Italia. În 1797 se distinge prin bravură excepțională la Tagliamento, unde Napoleon Bonaparte îl remarcă și îl numește șef de batalion. Participă apoi la campania din Egipt, unde este rănit de mai multe ori.
Din 1805 intră în nou-creata Gardă Imperială, distingându-se la bătălia de la Austerlitz și devenind colonel pe 18 decembrie și general de brigadă pe 25. La sfârșitul lui 1806, Dorsenne ia comanda grenadierilor pedeștri din Gardă, pe care îi comandă cu distincție într-o acțiune dramatică lângă cimitirul de la Eylau. Devine conte Lepaige în 1808 și petrece o parte a acestui an în Spania, înainte de a se alătura „Marii Armate din Germania” pentru campania Germania și Austria (1809). În cadrul acestei campanii se remarcă la Ratisbona și este eroic la Essling, unde are doi cai uciși sub el și este foarte grav rănit la cap, în timpul retragerii. Pare să se fi refăcut rapid și este promovat la gradul de general de divizie, acordându-i-se comanda diviziei a 2-a a Gărzii (infanteria Vechii Gărzi), calitate în care participă la bătălia de la Wagram.
Este apoi din nou în Spania, fiind guvernator al orașului Burgos, apoi al Vechii Castilii, apoi înlocuindu-l pe Bessières la comanda „Armatei Nordului” din Spania. Rana primită la Essling îl obligă să revină în Franța în 1812, unde a decedat pe 24 iulie, în urma unei trepanații. Numele Dorsenne este înscris pe Arcul de Triumf din Paris.